# 1745
Перша наукова революція •  Глухівський період в історії Гетьманщини •  Російська імперія

## Геополітична ситуація
Османську імперію очолює Махмуд I (до 1754). Під владою османського султана перебувають Близький Схід та Єгипет, Середземноморське узбережжя Північної Африки, частина Закавказзя, значні території в Європі: Греція, Болгарія і Сербія. Васалами османів є Волощина та Молдова.
Священна Римська імперія охоплює, крім німецьких земель, Угорщину з Хорватією, Трансильванію, Богемію, Північну Італію, Австрійські Нідерланди. Імператор Карл VII помер, новим імператором обрано Франца I (до 1765). Марія-Терезія має титул королеви Угорщини. Король Пруссії є Фрідріх II (до 1786).
На передові позиції в Європі вийшла Франція, якою править Людовик XV (до 1774). Франція має колонії в Північній Америці та Індії. Король Іспанії — Філіп V з династії Бурбонів (до 1746). Королівству Іспанія належать південь Італії, Нова Іспанія, Нова Гранада та Віцекоролівство Перу в Америці, Філіппіни. Королем Португалії є Жуан V (до 1750). Португалія має володіння в Бразилії, в Африці, в Індії, в Індійському океані й Індонезії.
Північ Нідерландів займає Республіка Об'єднаних провінцій. Вона має колонії в Північній Америці, Індонезії, на Формозі та на Цейлоні. Великою Британією править Георг II (до 1760). Британія має колонії в Північній Америці, на Карибах та в Індії. Король Данії та Норвегії — Крістіан VI (до 1746), на шведському троні сидить Фредерік I (до 1751). На Апеннінському півострові незалежні Венеціанська республіка та Папська область. У Речі Посполитій королює Август III Фрідріх (до 1763). На троні Російської імперії сидить Єлизавета Петрівна (до 1761).
Україну розділено по Дніпру між Річчю Посполитою та Російською імперією. Управління Лівобережною Україною здійснює Правління гетьманського уряду. Нова Січ є пристановищем козаків. Існує Кримське ханство, якому підвладна Ногайська орда.
В Ірані при владі династія Афшаридів.
Значними державами Індостану є Імперія Великих Моголів, Імперія Маратха. В Китаї править Династія Цін. У Японії триває період Едо.

## Події

### В Україні
- Загинув ватажок опришків Олекса Довбуш.
- У Києві споруджено Велику лаврську дзвіницю.
- Василь Сич змінив Якима Ігнатовича на посаді кошового отамана Війська Запорозького.

### У світі
- Війна за австрійську спадщину:
  - 7 січня австрійська армія окупувала Баварію й захопила Мюнхен.
  - 8 січня у Варшаві підписано договір про утворення четверного союзу у складі Великої Британії, Австрії, Нідерландів та Саксонії.
  - 20 січня помер від подагри імператор Священної Римської імперії Карл VII.
  - 15 квітня австрійські війська виграли битву під Пфаффенгофені, що змусило баварського курфюрста Максиміліана III припинити участь у війні.
  - 4 червня у битві біля Гогенфрідбергу прусська армія Фрідріха II розбила австрійські війська.
  - 12 вересня імператором Священної Римської імперії обрано Франца I, великого герцога тосканського, чоловіка Марії Терезії.
  - 17 грудня прусські війська захопили Дрезден через два дні після переможної битви під Кассельсдорфом.
  - 25 грудня підписано дрезденський договір, який завершив Другу сілезьку війну і за яким Пруссія отримала Сілезію повністю.
  - У Північній Америці тривали сутички між французькими й британськими колоністами, що отримали назву Війна короля Георга. Обидві сторони використовували своїх індіанських союзників.
- 23 лютого дофін Франції Людовик Фердинанд одружився з іспанською принцесою Марією Терезою Рафаелою.
- 1 вересня російський принц Петро Федорович одружився з Катериною Олексіївною.
- 14 вересня мадам Помпадур офіційно представлено до двору Людовика XV.
- У Шотландії спалахнуло повстання якобітів. Карл Едвард Стюарт висадився в країні, захопив Единбург, проголосив свого батька королем і пішов на територію Англії.
- Папа Бенедикт XIV видав енцикліку «Vix parvenit» в якій засудив лихварство.
- У Російській імперії почалося повстання коряків.
- Сьогуном у Японії став Токуґава Ієсіґе.

### Наука та культура
- Винайдено лейденську банку.
- Шарль Бонне опублікував свою першу працю з ентомології.
- Руджер-Йосип Бошкович опублікував «De Viribus Vivis».
- Медаль Коплі отримав Вільям Вотсон за демонстрацію електричного детонатора.
- П'єр Бугер доповів перед Французькою академією наук результати геофізичної експедиції, зокрема визначення діаметра Землі.

## Народились
див. також Категорія:Народились 1745
- 6 квітня — Вільям Доз, активний учасник революційного руху у Бостоні.
- 18 лютого — Алессандро Джузеппе Вольта, італійський фізик
- 17 квітня — Щедрин Семен Федорович, російський художник

## Померли
див. також Категорія:Померли 1745